# Galovac (Školji)
Galovac je majhen otoček v Jadranskem morju. Pripada Hrvaški.
Galovac, ki je v nekaterih zemljevidih imenovan tudi Školić, leži nasproti naselji Poljana in Preko na otoku Ugljanu. Od naselja Preko je oddaljen le 80 metrov. Površina otočka meri 0,033 km². Dolžina obalnega pasu je 0,74 km.
Na otočku stoji frančiškanski samostan - Samostan sv. Pavla Puščavnika iz 15. stoletja.